# Parc national de la Téberda
Le parc national de la Téberda (jusqu'en 2021 : réserve naturelle de la Teberda,Тебердинский заповедник) est une réserve naturelle d'État située dans le Caucase de l'Ouest en Karatchaïévo-Tcherkessie (fédération de Russie). Elle se trouve précisément dans les hauteurs de Karatchaïevsk et les versants nord du Caucase principal. Elle a été fondée en 1935 et inaugurée le 23 janvier 1936. Elle a été désignée réserve de biosphère par l'Unesco en 1997.

## Description
La superficie du parc nationale, qui doit son nom à la rivière du même nom, est de 85 064 hectares, séparée en deux parties: celle de Teberda (autour de cette station de montagne) qui s'étend sur 66 792 hectares et celle d'Arkhyz qui s'étend sur 19 274 hectares. En 2010, un « polygône biosphérique » de 28 000 hectares a été intégré à la réserve pour réunir deux territoires karstiques de la réserve à la réserve naturelle du Caucase. Les forêts recouvrent 31,7 % de la surface de la réserve, les prés 20 %, les glaciers 8,5 %, les roches et les éboulis 38,4 % et enfin les rivières et les lacs 0,7 %.
On compte 157 petits lacs dans le parc, les plus impressionnants étant les lacs de Badouk, succession de trois lacs en cascade. La plupart des lacs se trouvent à plus de deux mille mètres d'altitude et proviennent de glaciers. Ils ont entre deux cents ans et mille ans, sauf le lac de Karakiol à Teberda qui est vieux de huit mille à dix mille ans. Des rivières de montagne, des torrents et des chutes d'eau sont omniprésents. On en compte une trentaine. Les rivières les plus importantes sont la Téberda, l'Amanaouz, l'Alibek, la Dombaï-Iolgen, la Gonatchkhir, la Badouk et l'Oullou-Mouroudjou. Dans la partie d'Arkhyz, c'est la Kizguytch qui est la plus longue.
Les glaciers sont au nombre de cent neuf et occupent au total une superficie de 74,3 km2. Il existe aussi cinq cent trente couloirs avalancheux. La partie la plus basse de la réserve est l'embouchure de la rivière Djamagat à 1 260 mètres d'altitude; la partie la plus haute est le mont Dombaï à 4 046 mètres qui se trouve en face de la Belalakaïa. 85 % du territoire se trouve à plus de deux mille mètres d'altitude.

## Flore et faune

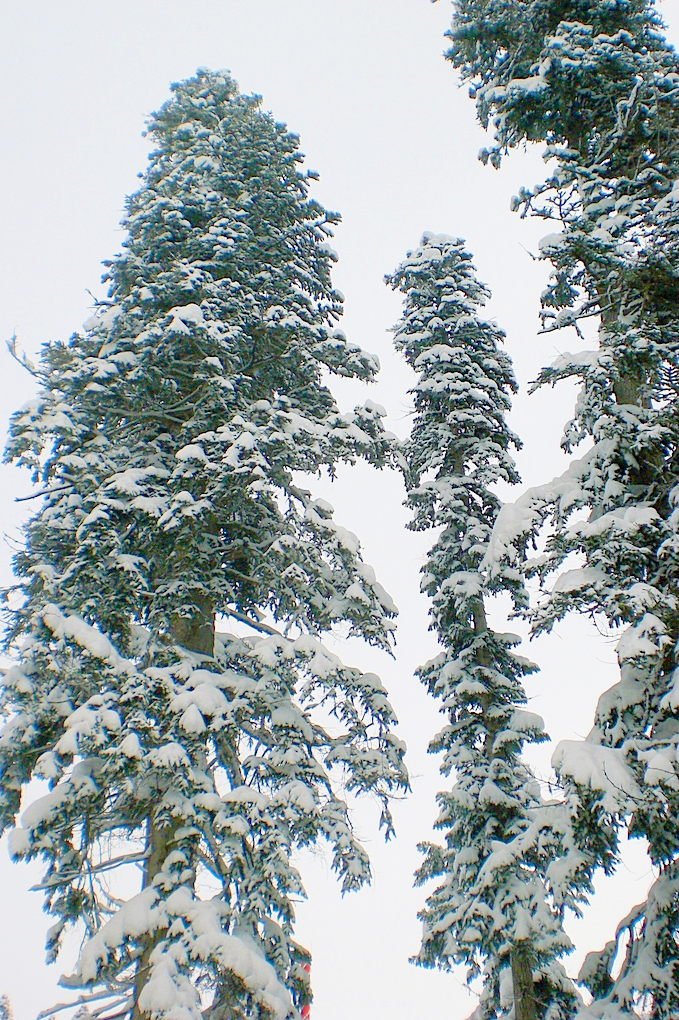
Abies nordmanniana sous la neige

Il existe dans le parc 1 260 espèces de plantes terrestres, 470 espèces de mousses, 300 espèces de lichens, une centaine de plantes aquatiques, et 500 espèces de champignons. Deux cent-soixante-douze d'entre eux sont endémiques du Caucase. Vingt-six espèces rares sont en danger et figurent au livre rouge de Russie, parmi lesquelles Euonymus nana, ou fusain nain du Caucase, de la famille des Celastraceae, ou bien l'if du Caucase.
La réserve naturelle de Teberda est la zone d'habitat de 46 espèces de mammifères, 219 espèces d'oiseaux, 7 espèces de reptiles, 5 espèces d'amphibiens, 3 espèces de poissons et plus de trois mille espèces d'insectes.
Trente-et-une espèces animales rares figurent dans le livre rouge de Russie, comme le bison, la loutre du Caucase, le faucon pèlerin, le gypaète barbu, ou le machaon.
La station de ski de Dombaï se trouve au sein de la réserve.

## Vues

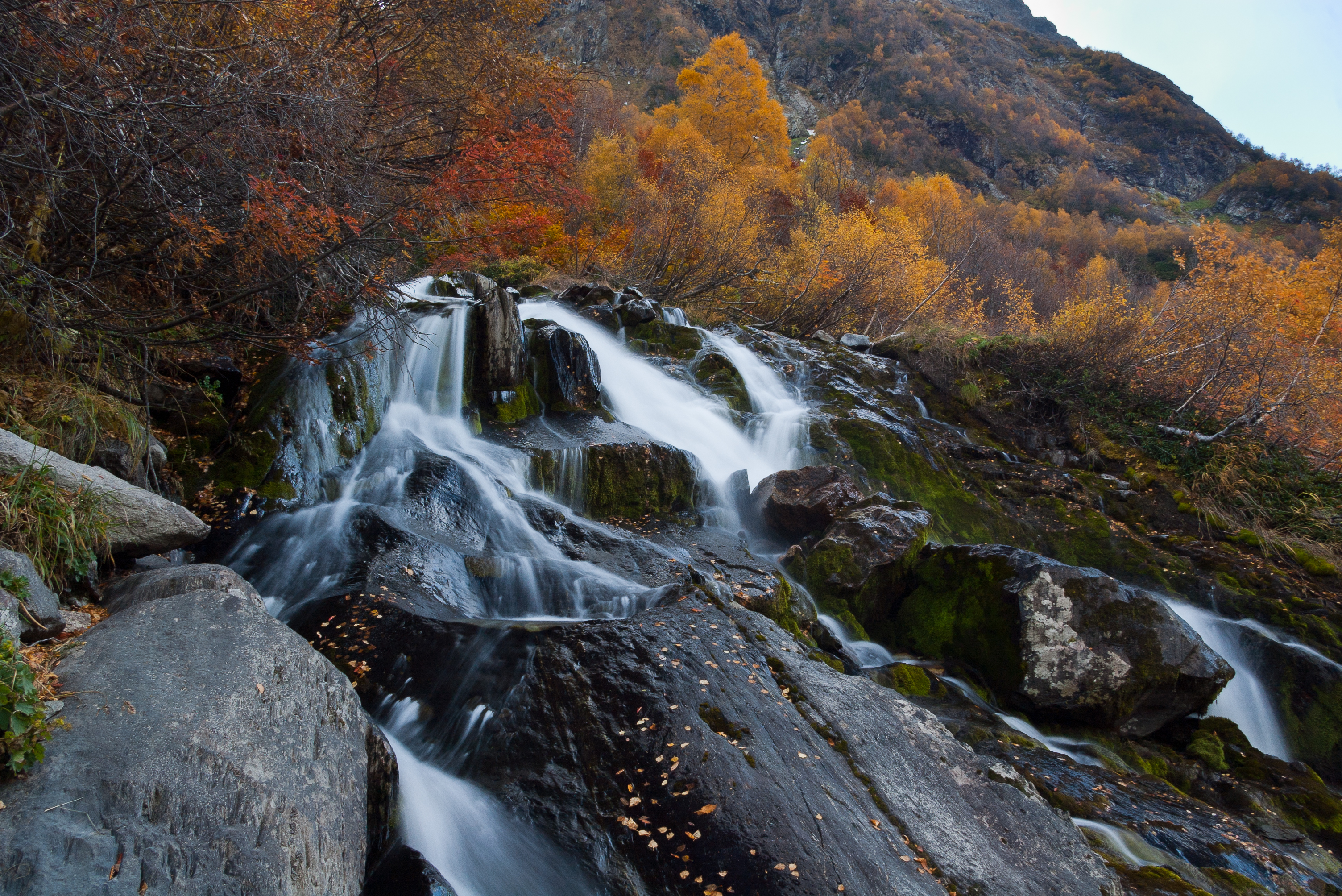
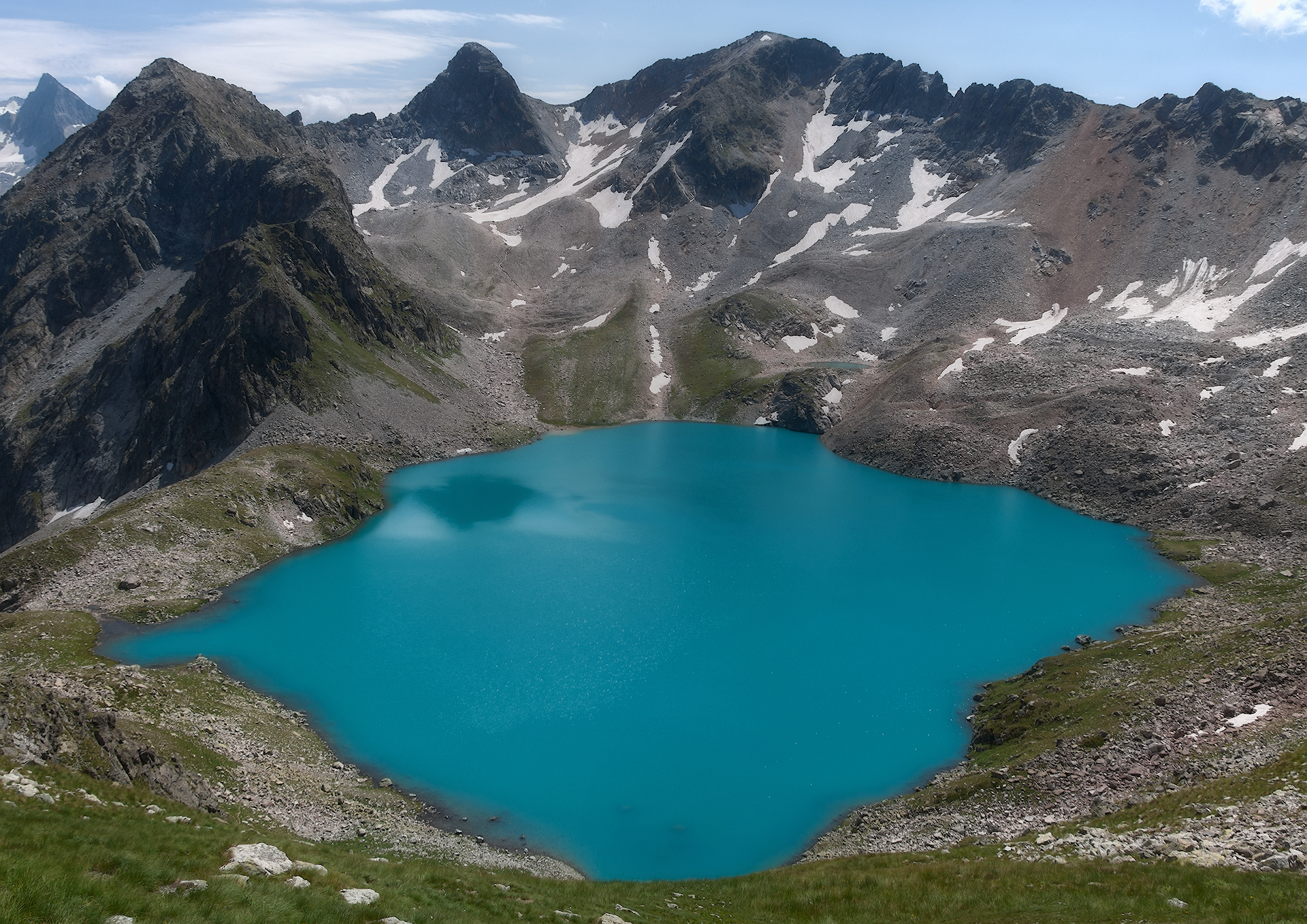
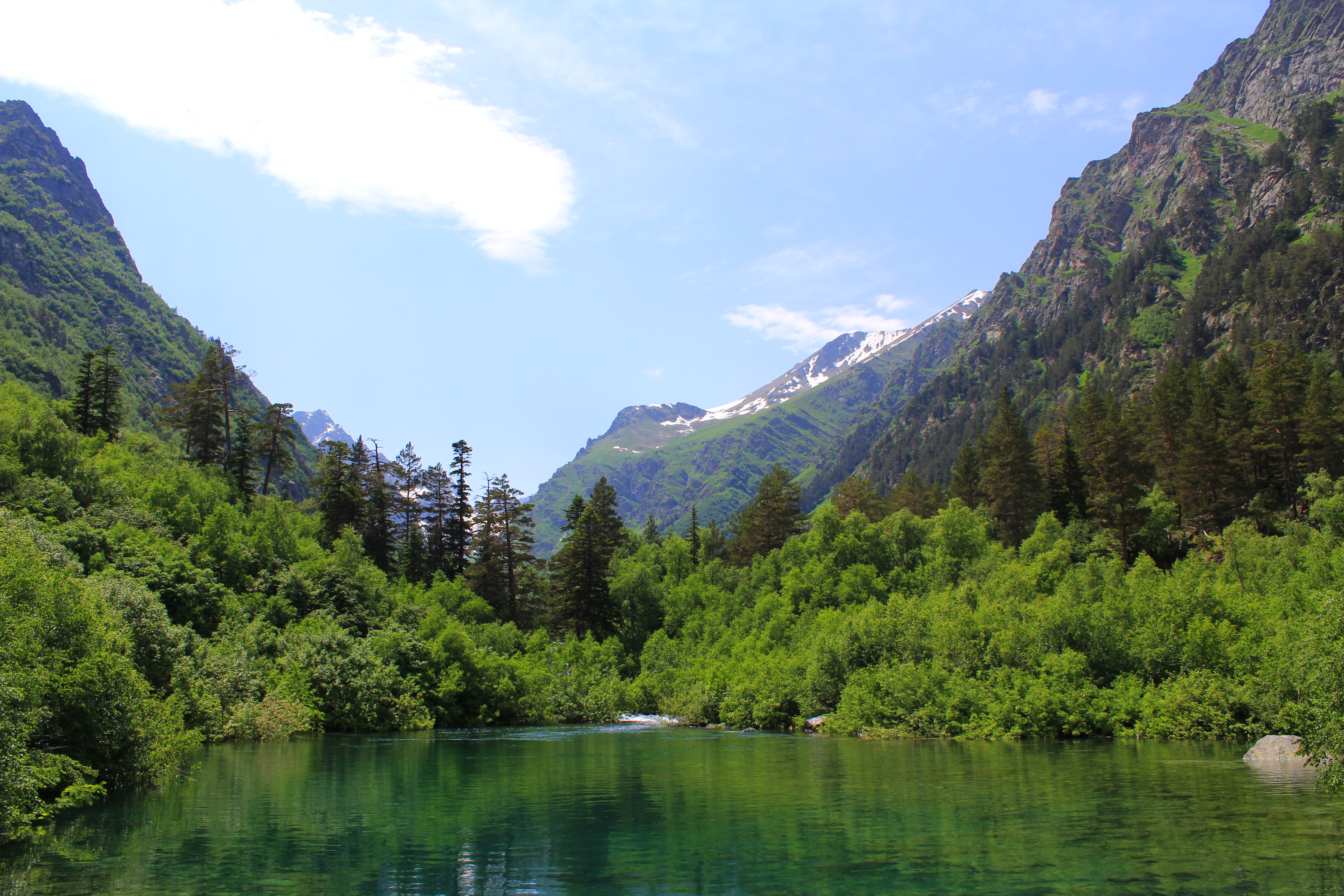
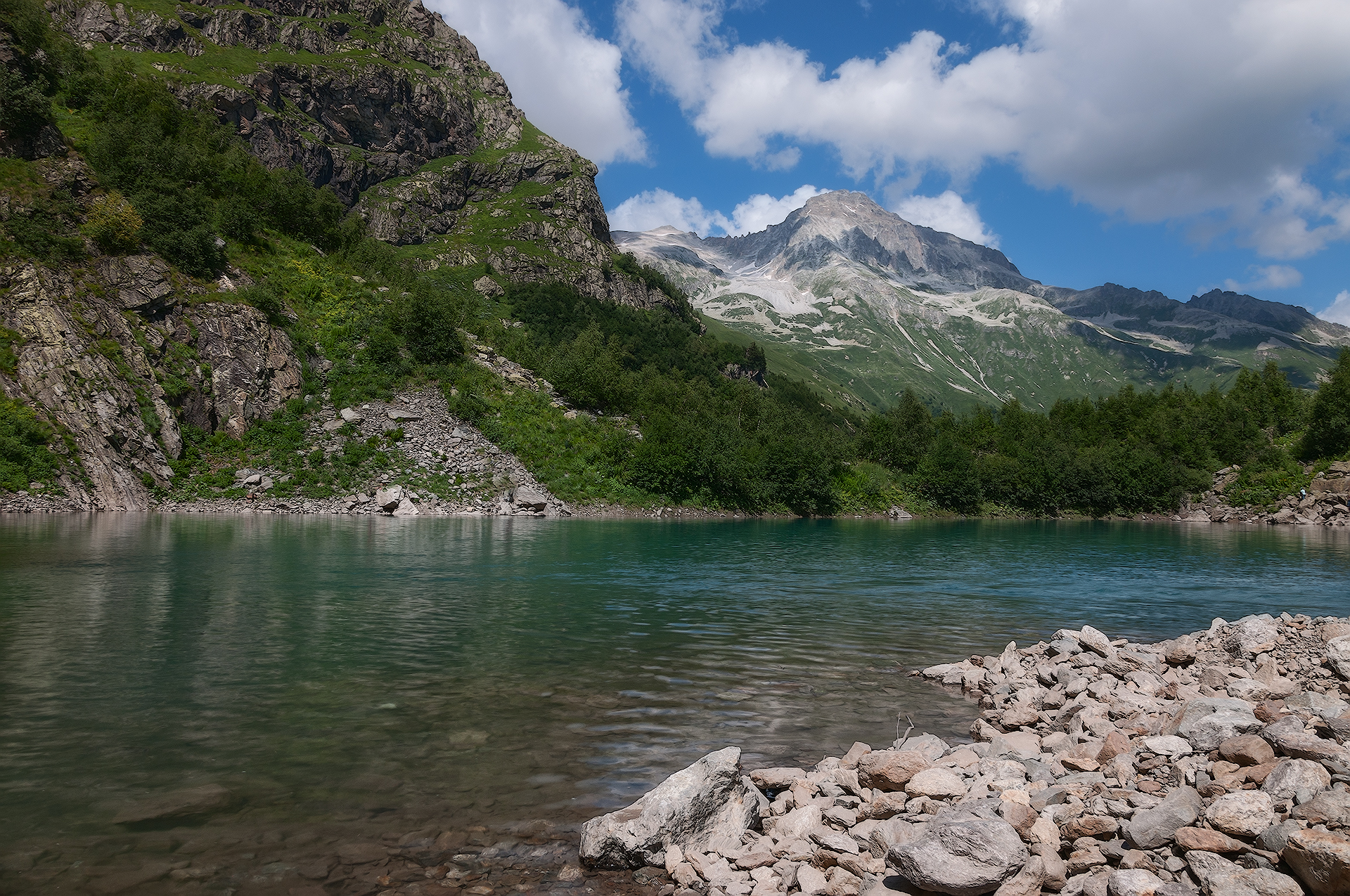
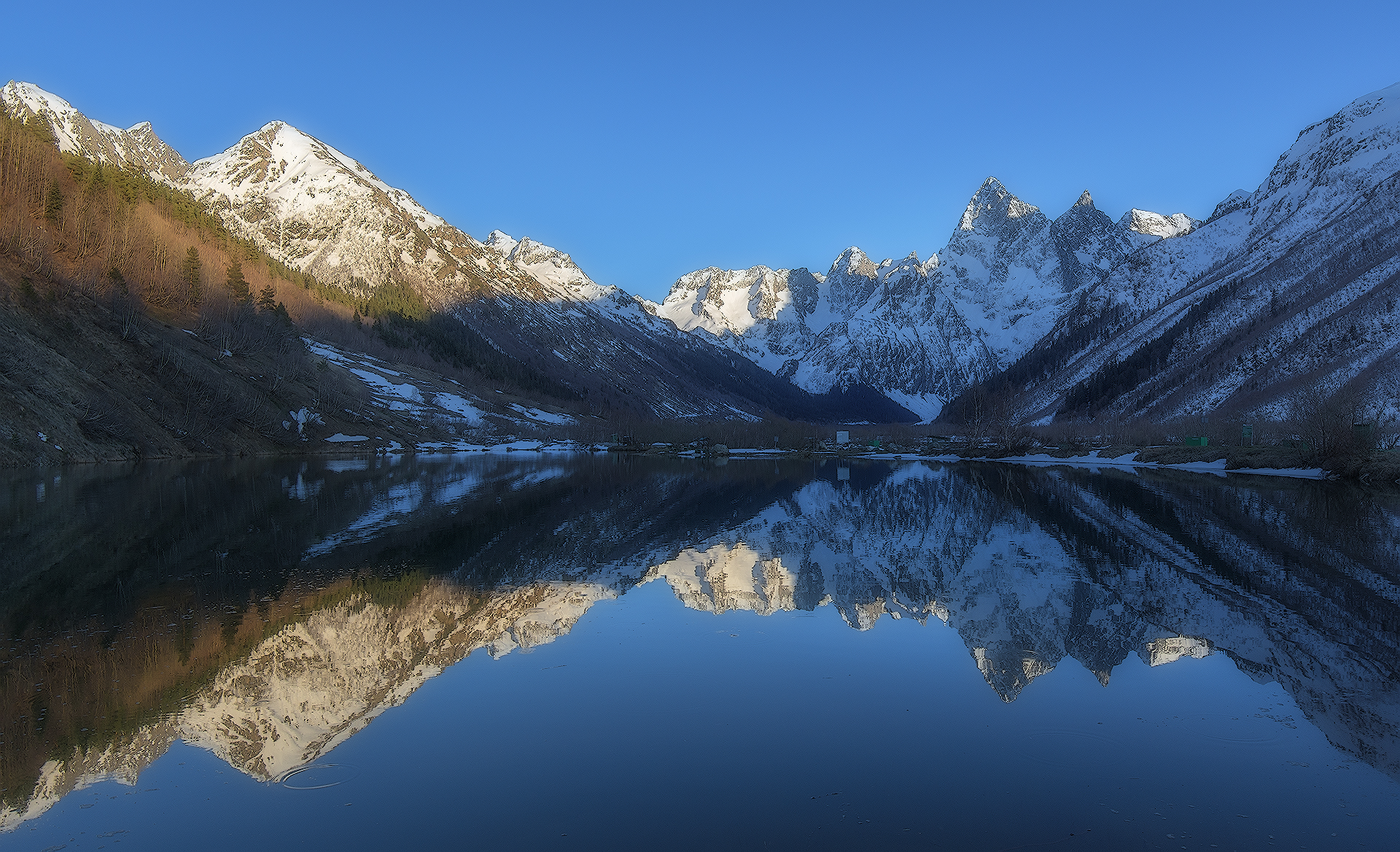
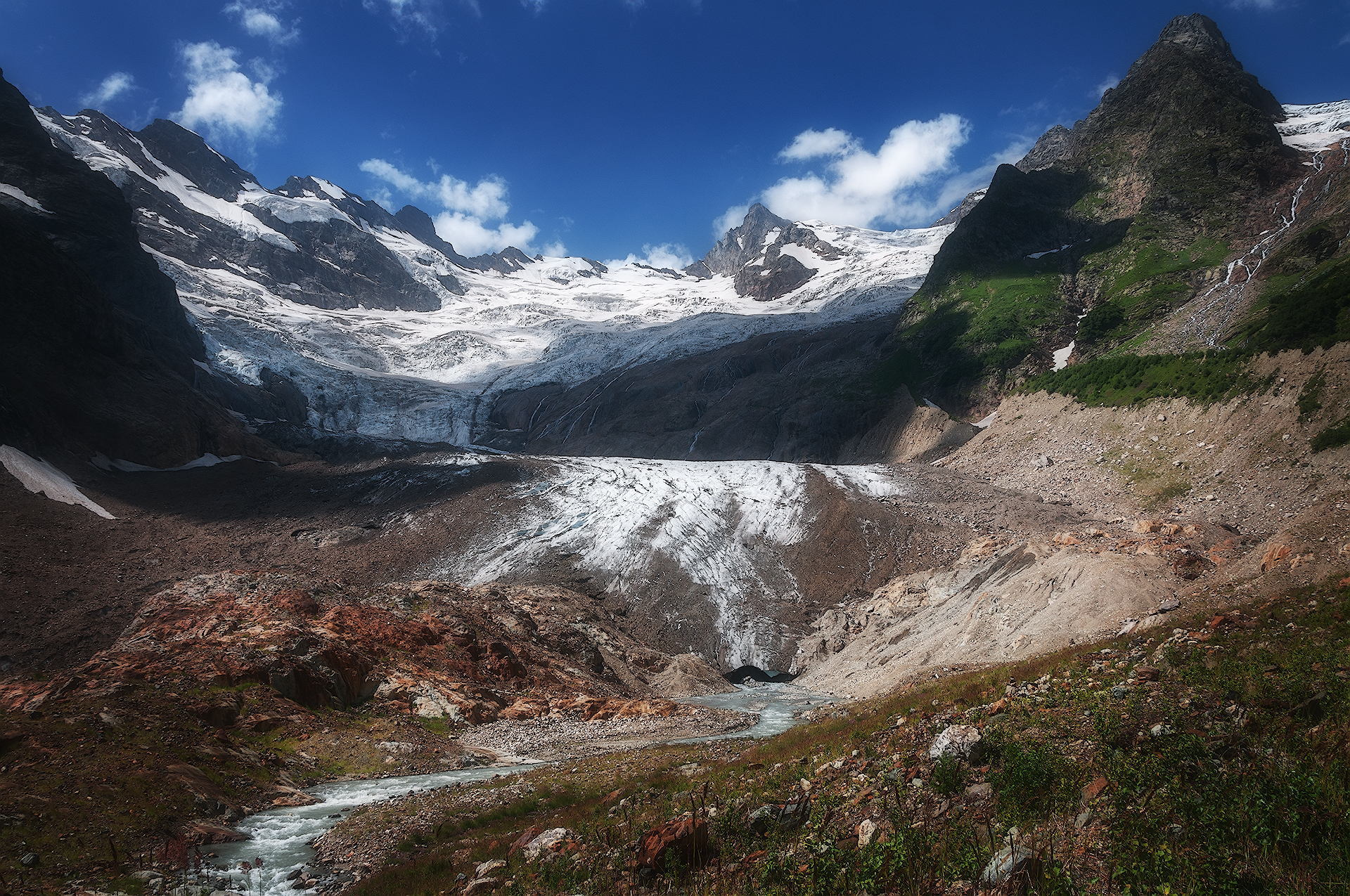
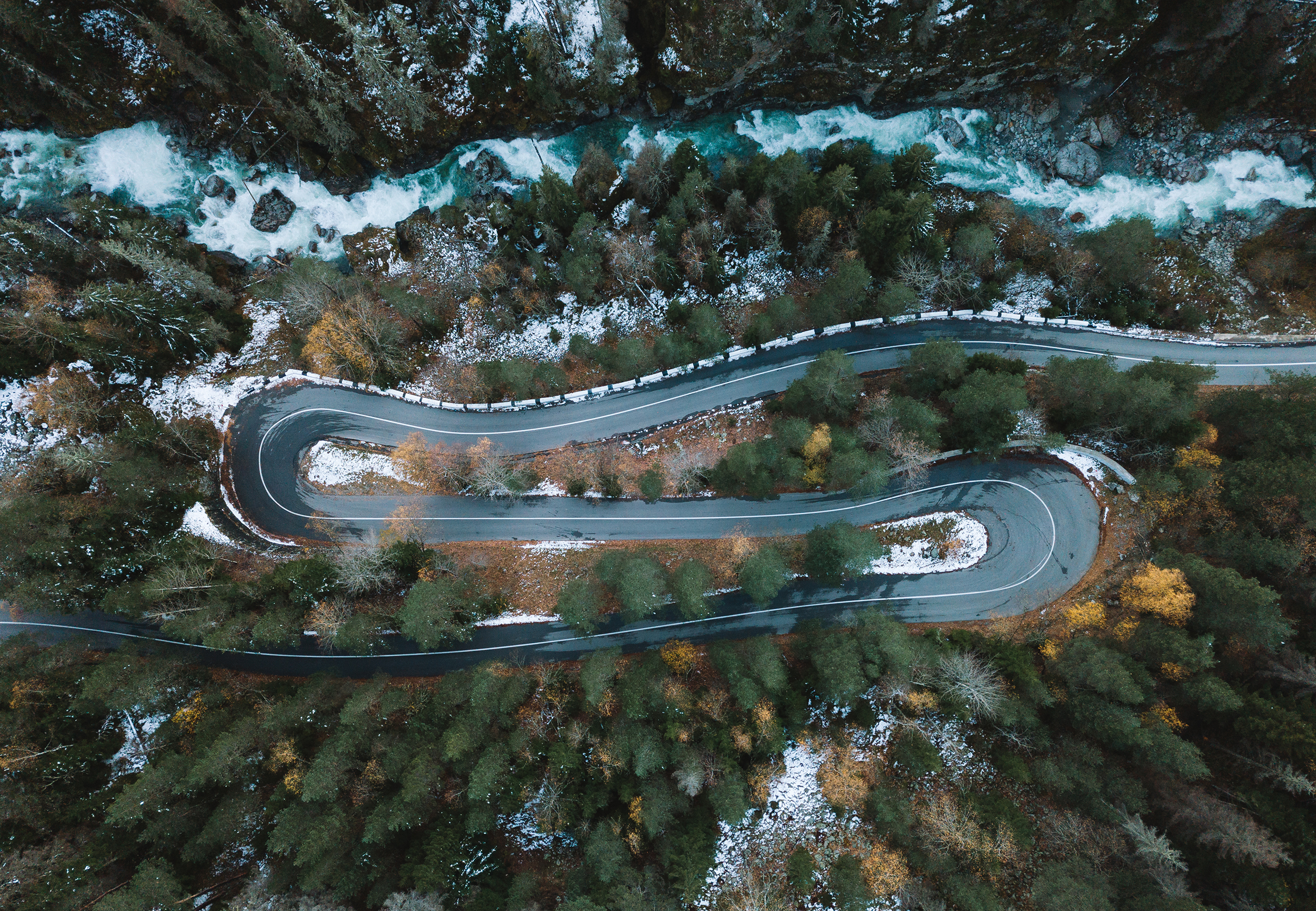